# Есма-султан (дочка Абдул-Азіза)
Есма-Султан (тур. Esma Sultan, нар. 21 березня 1873, Стамбул, Османська імперія — 7 травня 1899, Стамбул, Османська імперія) — дочка османського султана Абдул-Азіза від його п'ятої дружини Несрін Кадин Ефенді.

## Біографія
Народилася 21 березня 1873 в палаці Долмабахче в Стамбулі у п'ятої дружини султана Абдул-Азіза — Несрін Кадин Ефенді; була другою дитиною. У неї був старший брат Шехзаде Мехмед Шевкет Ефенді (5 червня 1872 — 22 жовтня 1899). Незабаром у неї з'явилася сестра — Еміне-султан (24 серпня 1874 — 29 січня 1920).
Після повалення її батька султана Абдул-Азіза з престолу його міністрами 30 травня 1876, вона була переведена в гарем султана Абдул-Гаміда II у віці трьох років.

## Сім'я
Вона вийшла заміж 20 квітня 1889 в віці 15 років за Черкеса Мехмеда-пашу (1856 — 24 травня 1909) в палаці Йилдиз, Стамбул. Її чоловік був генералом османської армії та першим ад'ютантом Абдул-Гаміда II. У цьому шлюбі з'явилися четверо синів і одна донька:
- Султанзаде Хасан Бедреддін Бей Ефенді (1890 — 29 січня 1909)
- Султанзаде Хюсейн Хайреддін Бей Ефенді (1890 — Стамбул, 1956)
- Фатьма Сидиков Ханим Султан (1894 — 1894)
- Султанзаде Саадеддін Бей Ефенді (14 червня 1895 — Бейрут, 1976)
- Султанзаде Бейзаде Абдулла Бей Ефенді (1899 — 1899)

## Смерть
Померла 7 травня 1899 і похована в мавзолеї султана Мурада V біля Нової Мечеті, Еміненю, Стамбул.

## Див. Також
- Особняк Есми-султан